# Scheibe Spatz
Der Spatz ist ein einsitziges Segelflugzeug in Gemischtbauweise.
Das Flugzeug wurde fertig oder (überwiegend) als Bausatz für den Amateur- und Gruppenbau geliefert. Die Grundausstattung bestand aus dem geschweißten Stahlrohrgerüst sowie den Hauptholmen mit Beschlägen und den Plänen.

## Geschichte
Nachdem ab 28. April 1951 der Segelflug in Deutschland wieder erlaubt war, stieg in den Segelflugvereinen auch der Bedarf an einsitzigen Flugzeugen für den aufstrebenden Leistungssegelflug. Mit dem Spatz A entwickelte Scheibe – als zweite Konstruktion – die einsitzige Ergänzung zur Mü 13 E, Bergfalke I. Obwohl sich die Spatzen als sehr wendig auszeichneten, hatten sie aufgrund ihrer geringen Flügelschränkung (ausgenommen L-Spatz III) die schlechte Eigenschaft, bei überzogenem Flugzustand – ohne besondere Vorwarnung – über die Fläche abzukippen und ins Trudeln überzugehen. Dieser Zustand konnte jedoch durch schnelles Gegenseitenruder (Standardverfahren) sofort beendet werden. Die Baureihe Spatz war mit rund 500 gebauten Exemplaren das erfolgreichste Segelflugzeug der Firma Scheibe-Flugzeugbau GmbH. Charakteristisch für die Spatzen war das „Pfeifen“, welches durch die Querruderspalte ausgelöst wurde. Der fränkische Flugzeugbauer Babtist Hofmann flog mit einem L-Spatz aus eigener Werkstatt von Forchheim über 600 km weit bis nach Frankreich.

## Aufbau

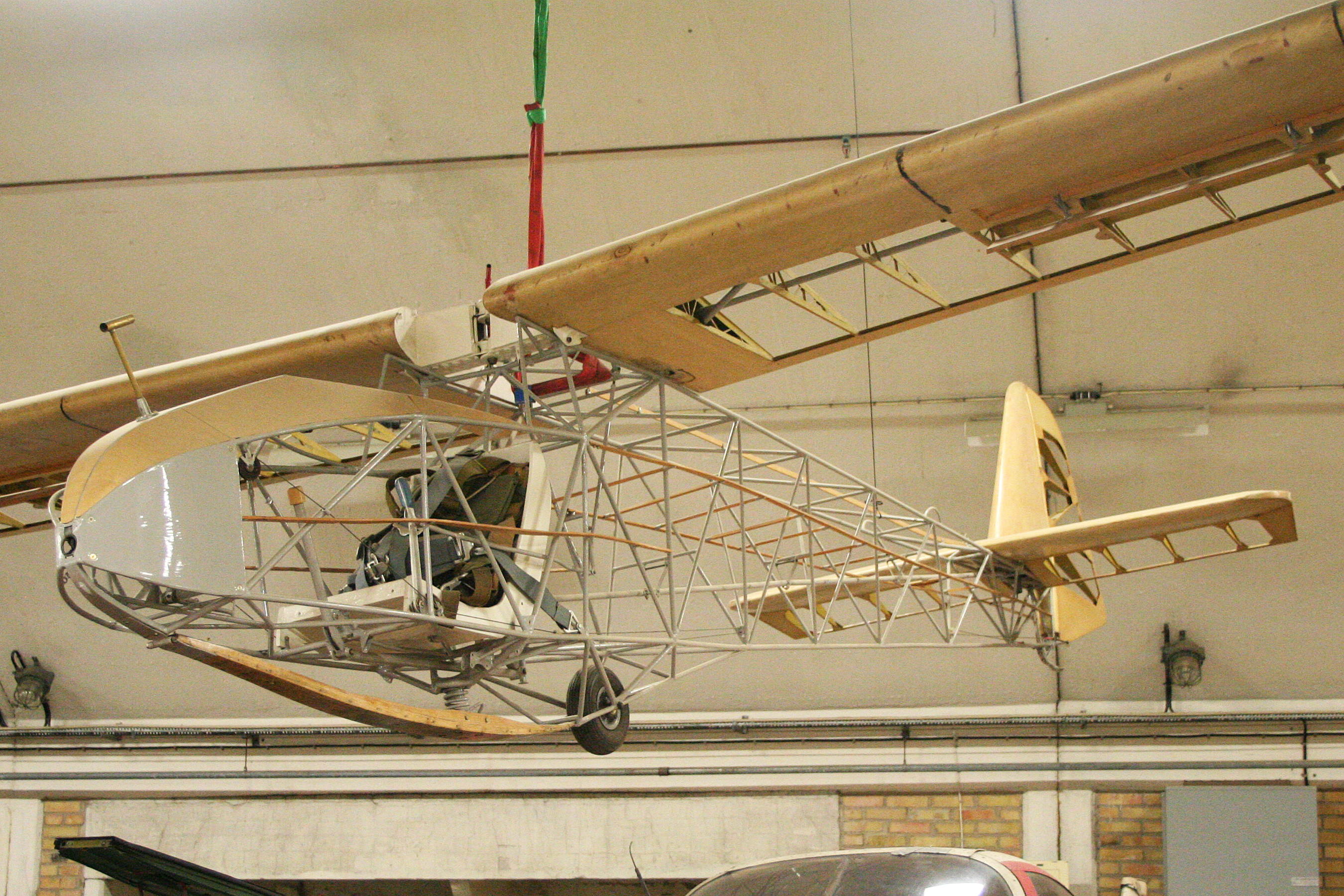
Typischer Aufbau aller Spatzen

### Rumpf
Beispiel L-Spatz 55: Der Rumpf besteht aus einem Stahlrohr-Fachwerk und zusätzlichen Formleisten aus Fichtenholz. Ursprünglich hatten alle Spatzen nur eine gefederte Kufe und der Bodentransport erfolgte mittels eines ansteckbaren Kullers. Später wurde ein Zentralrad eingeführt, welches weit hinter dem Schwerpunkt lag. Bestieg der Pilot die Maschine kippte das Flugzeug auf die Kufe, auf der auch weiterhin Start und Landung erfolgten. Die ursprünglich eckige Kabinenhaube mit Streben konnte später durch eine geblasene einteilige Haube ersetzt werden. Für die Umrüstung gab es eine GFK-Schale, die das obere Rumpfvorderteil verkleidete. Die gleiche Haube und Schale wurden auch für die Bergfalken II und III sowie die Scheibe SF 26 verwendet. Gut erkennbar ist die leiterartige Hilfsstruktur für die seitlichen Formleisten sowie eine zusätzliche Formleiste auf dem Rumpfrücken, die aber nicht bei allen Maschinen vorkam (Alle Spatzen waren durch ihre Erbauer individuell modifiziert). Die Kupplung für den Windenstart ist wegen der Kufe seitlich nach links versetzt, die Bugkupplung ist durch eine Blechabdeckung an der Nase erreichbar. Im Bereich der Kufe war die Stoffbespannung meist nicht imprägniert und oft mit Reißverschlüssen versehen, um an die Kupplung und die Steuerung zu gelangen. Umständlicher zugänglich waren diese Bereiche durch Ausbau der Sitzbrettchens (oder der Sitzschale) sowie des Bodenbretts.

### Tragflächen und Leitwerk
Tragflächen und Leitwerk sind in klassischer Holm-Rippenbauweise ausgeführt. Aufgrund der schlanken Tragflächen verwendete Scheibe das hochfeste Buchenschichtholz (TBu 20) für den Hauptholm sowie eine Torsionsnase aus Tegofilm-verleimten Birkensperrholz. Die Nase ist alle vier Rippenfelder geschäftet, was an den dunklen Stelle (Aerodux-Flugzeugleim) erkennbar ist. Typisch sind auch die DFS-Drehbremsklappen die über ein Torsionsrohr angelenkt werden, das beim Aufbau automatisch angeschlossen wird. Auf der Oberseite fahren die Klappen von hinten nach vorne um die Drehachse aus, auf der Unterseite umgekehrt. Auf dem Bild ist hinter dem Holm das Torsionsrohr zu erkennen, ebenso das diagonale „Schulterrohr“, das den Holm zum hinteren Flächenbeschlag hin abstützt. Der Flügel ist mit dem Rumpf durch vier kurze Bolzen verbunden, die am Rumpfgerüst angebracht sind.

### Montage
Beim Aufbau wird erst die linke Tragfläche positioniert und mit einem kleinen Hilfsbolzen (Montagebolzen) gesichert. Dann wird die rechte Fläche positioniert und der Hauptbolzen von oben eingesteckt und gesichert. Dann wird der Montagebolzen wieder entfernt, das Höhenleitwerk aufgesetzt und festgeschraubt und die Querruder und das Höhenruder mit losen Bolzen angeschlossen und gesichert. Am Schluss wird eine Blechabdeckung über den oben noch offenen Rumpf befestigt. Eingespielte Mannschaften benötigen den Montagebolzen nicht und die Tragflächen sind binnen 1–2 Minuten montiert. Etwas länger dauert normalerweise das Anbringen des Höhenruderbolzens durch den kleinen Handlochdeckel auf der linken Rumpfseite und dessen Sicherung.

## Versionen

### Spatz A und Spatz B

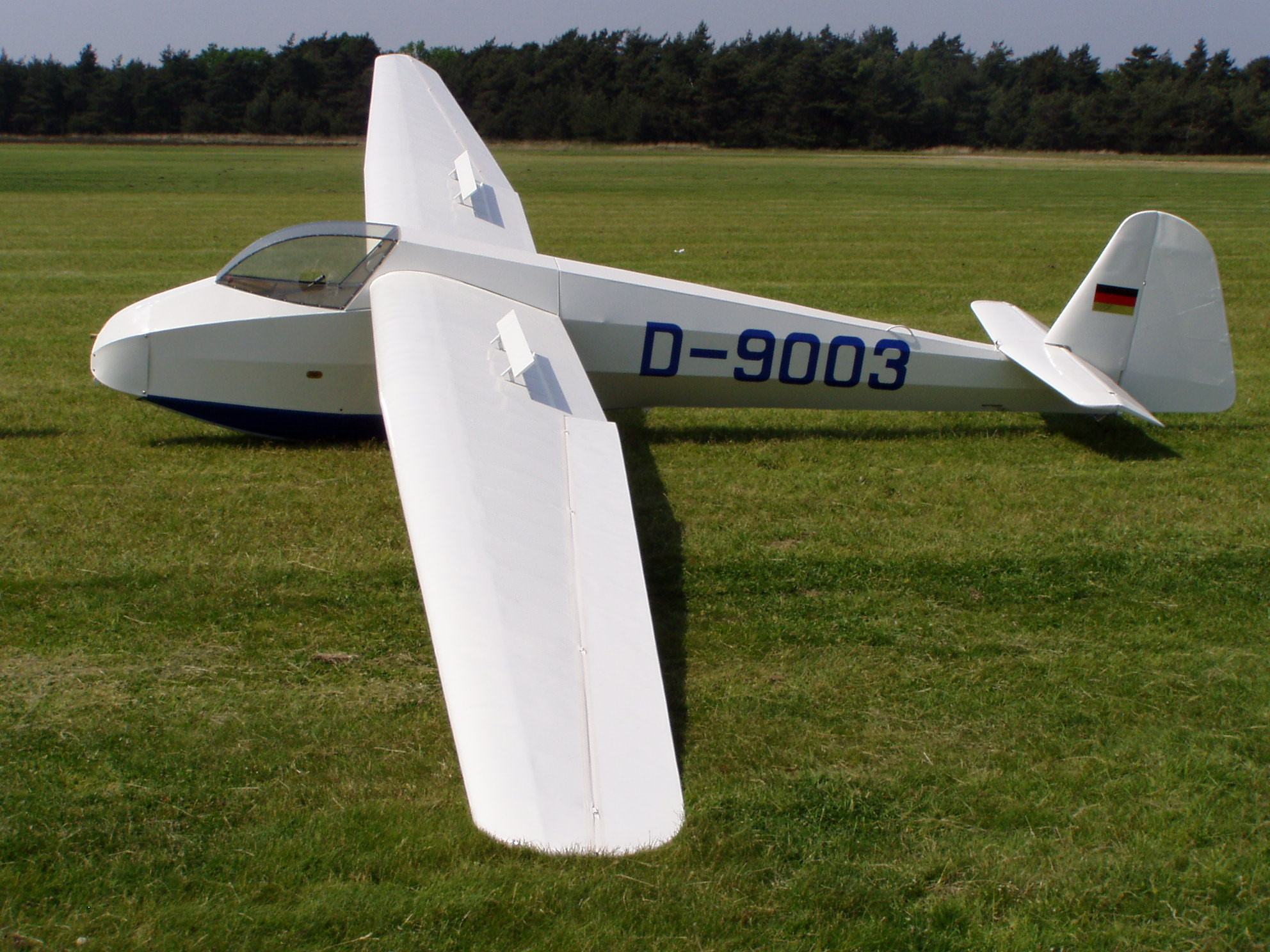
B-Spatz D-9003

Diese Segelflugzeuge waren die Vorgänger der Spatz-Serie. Von den Mitteldeckern mit einer Spannweite 13,20 m wurden etwa 35 Stück gebaut. Zumindest einer dieser „kleinen“ Spatzen wurde vom Flugzeug zum Ultraleicht-Luftsportgerät umdeklariert und fliegt mit D-N...-Kennzeichen in Bad Kissingen.

### L-Spatz
- Mitteldecker, Spannweite 15 m
- Gleitzahl: 29 bei 73 km/h
- Gebaute Exemplare: ca. 40

### Spatz 55
Der Spatz 55 war eine verbesserte Variante des B-Spatz, mit einer Spannweite von gleichfalls 13,20 m, jedoch als Schulterdecker. Weitere Änderungen zum B-Spatz waren eine deutliche Verkleinerung der Querruder von 1,80 m² auf 1,33 m², ein um 6 cm verlängerter und aerodynamisch verbesserter Rumpf, sowie eine Erhöhung der Rüstmasse um 15 kg auf 135 kg und der Zuladung um 10 kg auf 110 kg. Der Erstflug des – auch für den Eigenbau zugelassenen – Spatz 55 erfolgte 1954. Insgesamt wurden davon etwa 15 Exemplare gebaut.
- Verwendung: einsitziges Übungs- und Leistungsflugzeug
- Spannweite: 13,20 m
- Rumpflänge: 6,25 m
- Höhe: 1,20 m
- Flügelfläche mit Querrudern: 10,90 m²
- Fläche der Querruder: 1,33 m²
- Flügelstreckung: 16,00
- Flügelprofil: Mü-Profil, 14 %
- Rüstmasse: 135 kg
- Zuladung: 110 kg
- max. Startmasse: 245 kg
- max. Flächenbelastung: 22,47 kg/m²
- Mindestgeschwindigkeit: 50 km/h
- Höchstzulässige Geschwindigkeiten:
- bei ruhigem Wetter: 175 km/h
- bei böigem Wetter: 110 km/h
- Höchstgeschwindigkeit Windenschlepp: 90 km/h
- Höchstgeschwindigkeit Flugzeugschlepp: 110 km/h
- Geringstes Sinken: 0,67 m/s bei 58 km/h
- Bestes Gleiten: 25 bei 65 km/h

### L-Spatz 55

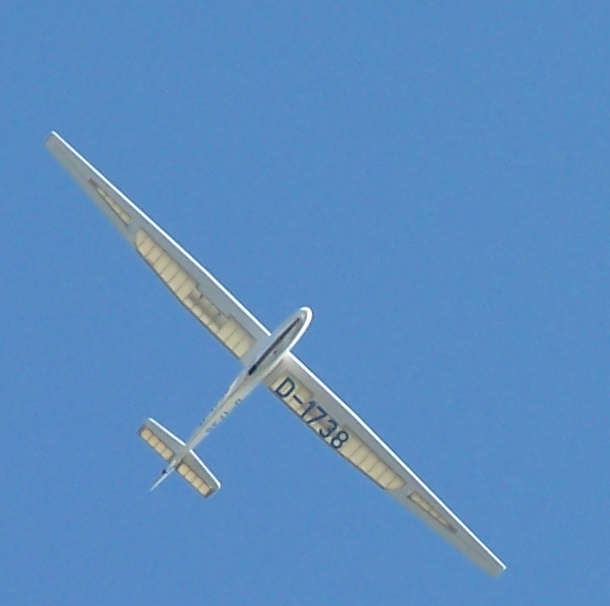
L-Spatz 55 D-1738

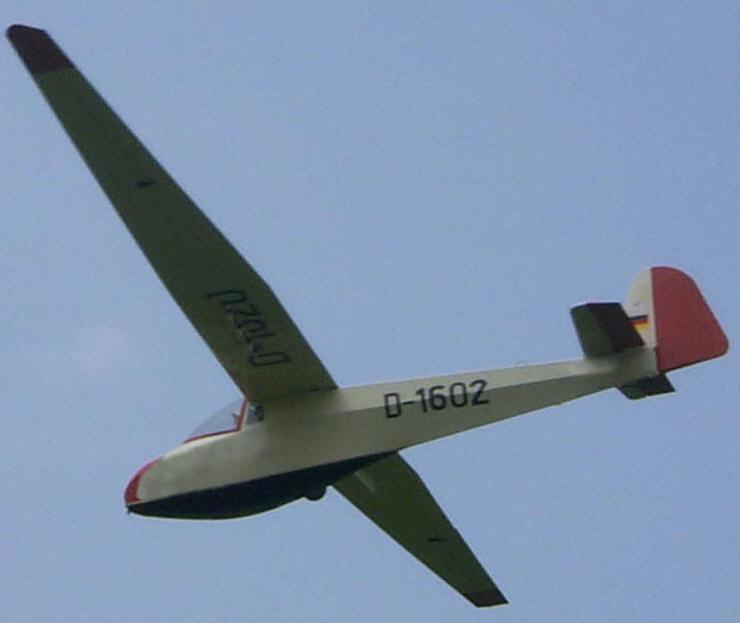
L-Spatz 55 mit geblasener Haube und rundem GFK-Vorderteil

Verwendung: Einsitziges Leistungsflugzeug
- Schulterdecker, Spannweite 15 m
- Flügelfläche: 10,9 m²
- Flügelstreckung: 20,6
- max. Startmasse: 265 kg
- Bestes Gleiten: 29 bei 73 km/h
- Geringstes Sinken: 0,68 m/s bei 64 km/h
- Erstflug: 1954
- Serienbau: bis 1962
- Gebaute Exemplare:
  - ca. 300 in Deutschland, einige auch bei der Fa. Eichelsdörfer in Bamberg  mit zusätzlicher Pedalverstellung sowie veränderte Flügelenden
  - ca. 155 in Frankreich von der Fa. Avialsa als A.60 Fauconnet
  - ca. 15 Exemplare bei Meteor in Italien als MS-30 L Passero

### L-Spatz III
Der Schulterdecker war eine Weiterentwicklung des L-Spatz 55 mit niedrigerem Rumpf und durch verstärkte Flügelschränkung verbesserten Langsamflugeigenschaften; es wurden ca. 36 Exemplare gebaut.

### Motorspatz
1957 aus dem L-Spatz 55 abgeleitete Motorseglerversion (→siehe Scheibe SF 24).
2012 baute Electravia in Frankreich eine L-Spatz zum eigenstartfähigen Elektro-Motorsegler „Electravia Electro Light 2“ um.

### Club-Spatz SF 30
Der Club-Spatz SF 30 zählt eigentlich nicht mehr zur „echten“ Spatzen-Baureihe, sondern war Scheibes Beitrag zur neuen Clubklasse, die ursprünglich auf einen Kaufpreis von 22.500 DM limitiert war. Konstruktiv kann er als Nachfolger der beliebten Zugvogel / SF 27 – Baureihe mit gedämpftem Höhenleitwerk angesehen werden. Trotz guter Flugleistungen und sehr angenehmer, ausgeglichener Flugeigenschaften konnte er sich (ähnlich wie Schleichers ASK 18) nicht gegen die zu gleicher Zeit auf den Markt kommenden GFK-Konstruktionen (z. B. Glasflügel 205 Club-Libelle) durchsetzen. Eine voll kunstflugtaugliche Variante mit 13 m Spannweite, die LCF 2, wurde 1975 vom Luftsportclub Friedrichshafen als Einzelstück präsentiert.
- Mitteldecker, Spannweite 15 m
- Serienbau: bis 1976
- Gebaute Exemplare: 7 Stück

## Erhaltene Flugzeuge
Zahlreiche Spatzen sind in Museen ausgestellt oder werden von Privatpersonen und Vereinen flugfähig erhalten. Seit 1984 (am Flugplatz Kempten-Durach) findet jedes Jahr ein Spatzentreffen statt, so 2007 in Weißenburg/Bayern, 2008 das 25. Internationale Spatzentreffen auf dem Flugplatz Birrfeld/Schweiz und 2009 in Biberach.
Das 33. Internationale Spatzentreffen fand vom 26. bis 29. Mai 2016 in Ohlstadt Pömetsried statt.